# Великенизовцево
Великенизовцево (рос. Большенизовцево) — село в Рильському районі Курської області Російської Федерації.
Населення становить 200 осіб. Входить до складу муніципального утворення Некрасовська сільрада.

## Історія
Населений пункт розташований на території українського етнічного та культурного краю Східна Слобожанщина.
Від 2004 року входить до складу муніципального утворення Некрасовська сільрада.

## Населення
| 2002 | 2010 |
| ---- | ---- |
| 319  | ↘200 |